# 愛丁頓任務
愛丁頓任務（Eddington）是歐洲太空總署的一個計畫，旨在尋找類地行星，於2003年取消。
愛丁頓任務以天文學家阿瑟·愛丁頓命名，他制定了許多現代恆星大氣和恆星結構理論，用英語普及了阿爾伯特·愛因斯坦的著作，對廣義相對論進行了首次測試（引力透鏡），並為該理論做出了原創性貢獻。愛丁頓任務計劃於2008年投入運營，但被延後。

## 外部連結
- ESA's Eddington mission overview page （页面存档备份，存于）